# Halberstadt D.I
El Halberstadt D.I era un prototipo de  avión de combate construido en Alemania en 1916 como una versión reducida del anterior Halberstadt B.II de dos plazas. Era un biplano convencional de dos plazas con alas escalonadas de casi la misma envergadura y un tren de aterrizaje fijo con deslizamiento de cola. El motor era el mismo Mercedes D.I que fue instalado en el Halberstadt B.II, y fue instalada una sola ametralladora. Dos prototipos fueron evaluados por el Idflieg y su rendimiento fue encontrado inadecuado. Las modificaciones requeridas para llevar el avión a un estándar aceptable resultaron plasmadas en el Halberstadt D.II el mismo año algo  más tarde.

## Especificaciones

### Características generales
- Tripulación: Un piloto
- Envergadura: 8,80 m (28 pies 10 pulgadas)
- Superficie alar: 23,6 m² (254 pies² )
- Peso vacío: 550 kg (1.210 lb)
- Peso cargado: 740 kg (1,630 lb)
- Planta motriz: Uno× seis cilindros en línea  Mercedes DI.
  - Potencia: 75 kW (100 hp) cada uno.

### Armamento
- Ametralladoras: Una× MG 08 con proyectiles 7,92 mm (0,312 in)